# Estación de Flamboin-Gouaix
La estación de Flamboin-Gouaix es una estación ferroviaria francesa situada en la comuna de Gouaix, en el departamento de Seine-et-Marne, al sudeste de París. Por ella sólo circulan trenes de mercancías ya que fue cerrada al tráfico de viajeros en 1949.

## Historia
La estación fue abierta en 1858 por parte de la Compañía de Ferrocarriles del Este en el trazado de la línea París - Mulhouse. Dispuso de un depósito para locomotoras de vapor que fue cerrado en 1911 en favor de la estación de Longueville. 
En 1949, la SNCF decidió cerrar la estación al tráfico de viajeros.
Tras un gran periodo de inactividad, el 8 de mayo de 2011, se reabrió para el tráfico de mercancías usando para ello la línea de unos 30 kilómetros que la une con Montereau. 

## Descripción
La estación dispone de dos andenes laterales y de dos vías, que se completan con más vías de garaje. El edificio principal aunque cerrado al público desde 1949 se mantiene en pie. 